# Le Mesnil-en-Thelle
Le Mesnil-en-Thelle és un municipi francès, situat al departament de l'Oise i a la regió dels Alts de França. L'any 2007 tenia 2.297 habitants.

## Demografia

### Població
El 2007 la població de fet de Le Mesnil-en-Thelle era de 2.297 persones. Hi havia 820 famílies de les quals 145 eren unipersonals (62 homes vivint sols i 83 dones vivint soles), 254 parelles sense fills, 368 parelles amb fills i 53 famílies monoparentals amb fills.
La població ha evolucionat segons el següent gràfic:
Habitants censats

### Habitatges
El 2007 hi havia 861 habitatges, 839 eren l'habitatge principal de la família, 3 eren segones residències i 19 estaven desocupats. 736 eren cases i 125 eren apartaments. Dels 839 habitatges principals, 681 estaven ocupats pels seus propietaris, 142 estaven llogats i ocupats pels llogaters i 16 estaven cedits a títol gratuït; 22 tenien una cambra, 53 en tenien dues, 97 en tenien tres, 209 en tenien quatre i 458 en tenien cinc o més. 651 habitatges disposaven pel capbaix d'una plaça de pàrquing. A 337 habitatges hi havia un automòbil i a 456 n'hi havia dos o més.

### Piràmide de població
La piràmide de població per edats i sexe el 2009 era:
| Homes | Edats   | Dones |
| ----- | ------- | ----- |
| 0     | 95 o +  | 0     |
| 0     | 90 a 94 | 0     |
| 4     | 85 a 89 | 4     |
| 12    | 80 a 84 | 8     |
| 16    | 75 a 79 | 20    |
| 32    | 70 a 74 | 12    |
| 44    | 65 a 69 | 52    |
| 36    | 60 a 64 | 32    |
| 76    | 55 a 59 | 72    |
| 100   | 50 a 54 | 68    |
| 60    | 45 a 49 | 124   |
| 92    | 40 a 44 | 104   |
| 52    | 35 a 39 | 60    |
| 88    | 30 a 34 | 56    |
| 72    | 25 a 29 | 56    |
| 64    | 20 a 24 | 72    |
| 104   | 15 a 19 | 77    |
| 92    | 10 a 14 | 120   |
| 44    | 5 a 9   | 76    |
| 28    | 0 a 4   | 48    |

## Economia
El 2007 la població en edat de treballar era de 1.609 persones, 1.183 eren actives i 426 eren inactives. De les 1.183 persones actives 1.092 estaven ocupades (577 homes i 515 dones) i 91 estaven aturades (46 homes i 45 dones). De les 426 persones inactives 144 estaven jubilades, 156 estaven estudiant i 126 estaven classificades com a «altres inactius».

### Ingressos
El 2009 a Le Mesnil-en-Thelle hi havia 847 unitats fiscals que integraven 2.327,5 persones, la mediana anual d'ingressos fiscals per persona era de 21.925 €.

### Activitats econòmiques
Dels 75 establiments que hi havia el 2007, 1 era d'una empresa extractiva, 1 d'una empresa alimentària, 4 d'empreses de fabricació d'altres productes industrials, 11 d'empreses de construcció, 16 d'empreses de comerç i reparació d'automòbils, 9 d'empreses de transport, 3 d'empreses d'hostatgeria i restauració, 1 d'una empresa financera, 3 d'empreses immobiliàries, 8 d'empreses de serveis, 16 d'entitats de l'administració pública i 2 d'empreses classificades com a «altres activitats de serveis».
Dels 22 establiments de servei als particulars que hi havia el 2009, 1 era una oficina de correu, 3 tallers de reparació d'automòbils i de material agrícola, 1 establiment de lloguer de cotxes, 2 paletes, 4 lampisteries, 4 electricistes, 1 empresa de construcció, 2 perruqueries, 2 restaurants i 2 agències immobiliàries.
Dels 5 establiments comercials que hi havia el 2009, 1 era un supermercat, 1 una botiga de més de 120 m², 1 una botiga de menys de 120 m², 1 una fleca i 1 una botiga de roba.
L'any 2000 a Le Mesnil-en-Thelle hi havia 6 explotacions agrícoles.

## Equipaments sanitaris i escolars
L'únic equipament sanitari que hi havia el 2009 era una farmàcia.
El 2009 hi havia una escola elemental.

## Poblacions més properes
El següent diagrama mostra les poblacions més properes.